# Victor et Berthold
Victor et Berthold est une marque commerciale exploitée pour identifier un fromage canadien fabriqué par la Fromagerie du Champ à la Meule, une entreprise de la petite industrie laitière achetant et transformant par jour 3000 litres de lait cru réfrigéré produit par les agriculteurs. Cette société est située à Notre-Dame-de-Lourdes, dans la région de Lanaudière au Québec.
C'est un fromage à base de lait de vache thermisé, à pâte pressée non cuite, demi-ferme.
Il a un goût léger, souple et fruité.